# Elecciones generales de Suecia de 2015

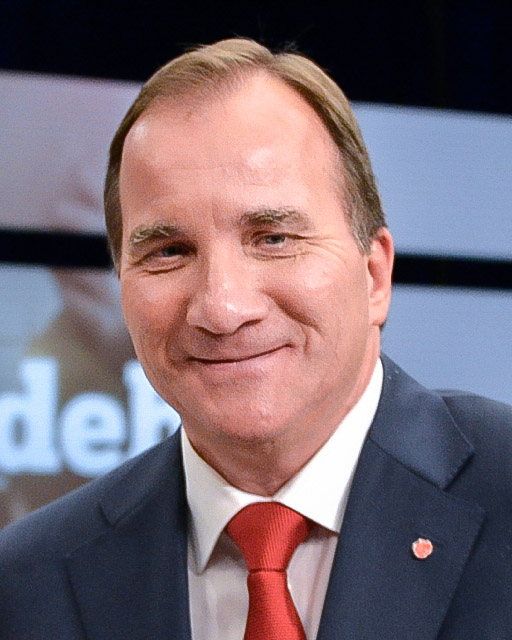
Stefan Löfven después de elecciones el 12 de septiembre de 2014.

Las elecciones generales de Suecia de 2015 fue un proceso electoral a realizarse el domingo 22 de marzo de 2015, y que fue anunciado por el primer ministro Stefan Löfven en una conferencia de prensa el 3 de diciembre de 2014.
La decisión se tomó tras el rechazo del presupuesto para 2015 propuesto por el gobierno en el parlamento con 153 a favor y 182 en contra.
Esta se constituirá en la primera elección general extraordinaria en Suecia desde 1958, y se da en el marco de un bloqueo al proyecto de presupuesto por parte de la extrema derecha sueca -quienes buscaban un endurecimiento de la legislación contra la inmigración- en alianza con la centroderecha.